# 任孜
任孜（1421年—1480年），字懋善，南直隸蘇州府長洲縣人，民籍，治《春秋》，年二十八歲中式正統十三年戊辰科第三甲第六十五名進士。五月初六日生，行三，曾祖任士原；祖任文中；父任志；母陸氏。慈侍下，妻周氏，兄政；敏。由國子生中式應天府鄉試第五十五名舉人，會試中式第八名。